# Isoodon auratus
Isoodon auratus är en pungdjursart som först beskrevs av Edward Pierson Ramsay 1887 och som ingår i familjen punggrävlingar.
Artepitetet i det vetenskapliga namnet är det latinska ordet auratus (smyckad med guld). Det syftar på pälsfärgen i gyllenbrun.

## Utseende
Isoodon auratus når en absolut längd (inklusive svans) av cirka 35 cm och en vikt mellan 300 och 650 g. Vanligen är hanar större än honor. Liksom andra kortnästa punggrävlingar har den en långsträckt nos och skarpa klor. Den grova och styva pälsen har en gulbrun till gyllen färg. Svansen är bara glest täckt med hår. Så påminner djuret i viss mån om en råtta. Honor har liksom hos flera andra pungdjur en pung (marsupium).

## Utbredning och habitat
Pungdjuret förekommer i norra Australien och på små öar nära det australiska fastlandet. Arten vistas i olika habitat som regnskogar, buskmarker och gräsmarker.

## Ekologi
Allmänt lever varje individ ensam och de etablerar revir. De är aktiva på natten och vilar på dagen i självgrävda bon som fodras med växtdelar. Sällan använder de bergssprickor eller grottor som sovplats. Längre bort från boet kan revir av olika individer överlappa varandra. Hanar har större territorier än honor.
Isoodon auratus är allätare och livnär sig främst av insekter som myror eller termiter samt av andra ryggradslösa djur som spindeldjur. Dessutom äter den växtdelar som rötter, rotfrukter och frön samt mindre kräldjur och sköldpaddornas ägg.
Parningen är inte bunden till någon årstid men de flesta ungarna föds efter tider med regn. Dräktigheten varar bara två veckor och sedan föds 2 till 4 ungar. De är mycket små och kravlar till spenarna i moderns pung. Ungarna diar sin mor cirka åtta veckor och efter ungefär tre månader blir de könsmogna. Hanar deltar inte i ungarnas uppfostring. Livslängden är allmänt 2 eller 3 år.
Arten jagas huvudsakligen av introducerade rovdjur som hundar, tamkatter och rödrävar. Isoodon auratus faller även offer för större ormar, taggsvansvaranen och rovlevande pungdjur som Dasyurus hallucatus, fjällsvanspungdjur eller Petropseudes dahli.

## Status
På grund av jakttrycket från de olika predatorerna minskar beståndet. IUCN kategoriserar arten globalt som sårbar.

## Underarter
Arten delas in i följande underarter:
- I. a. arnhemensis
- I. a. auratus
- I. a. barrowensis